# Алёшин, Евгений Павлович
Евгений Павлович Алёшин (23 апреля 1931 — 7 апреля 2014) — российский учёный-биолог, доктор биологических наук, профессор, академик РАСХН и РАН. Народный депутат СССР (1989—1992).

## Биография
Родился в станице Кореновской (ныне г. Кореновск) Краснодарского края.
В 1954 году окончил Кубанский СХИ.
В 1955—1960 гг. — младший научный сотрудник, зав. лабораторией физиологии риса Кубанской рисовой опытной станции.
В 1960—1962 гг. — доцент Краснодарского политехнического института.
В 1962—1966 гг. — заведующий лабораторией биохимии Северо-Кавказского НИИ фитопатологии. Заместитель директора по науке, заведующий отделом физиологии риса ВНИИ риса (1966—1972). Заведующий кафедрой физиологии и биохимии растений Кубанского СХИ (1972—1978). Директор ВНИИ риса (1978—1998).
Доктор биологических наук (1968), профессор (1969), академик ВАСХНИЛ (1985), академик РАН (2013). Видный ученый в области физиологии растений и рисоводства.
Автор работ по интенсивной технологии возделывания риса и экологически безопасным способам его выращивания. Участвовал в создании 12 сортов риса.
Опубликовал более 500 научных трудов, в том числе 80 книг (5 монографий, 1 учебник, 4 справочника). Получил 40 авторских свидетельств и патентов на изобретения.

## Награды и звания
Лауреат Государственной премии СССР в области науки и техники (1977). Награждён орденами «Знак Почёта» (1971), Трудового Красного Знамени (1973, 1976), Дружбы народов (1981), Почета (1996), 3 медалями СССР, нагрудным знаком «Изобретатель СССР» (1984).
Народный депутат СССР (1989—1992).

## Научные труды
- Минеральное питание риса / соавт. А. П. Сметанин. — Краснодар: Кн. изд-во, 1965. — 208 с.
- Культура риса на Кубани / соавт.: А. П. Джулай, Е. Б. Величко. — Краснодар: Кн. изд-во, 1980. — 205 с.
- Краткий справочник рисовода / соавт. В. П. Конохова. — М.: Агропромиздат, 1986. — 252 с.
- Агрономическая тетрадь: Возделывание риса по интенсив. технологии / соавт.: А. П. Калинин, М. И. Чеботарев. — М.: Россельхозиздат, 1987. — 128 c.
- Культура риса в Адыгее: (пособие для рисоводов и специалистов рисосеющих хоз-в Адыгеи) / соавт.: Р. М. Алибердов и др. — Майкоп, 1989. — 144 с.